# Juan Liberona Soto
Juan Liberona (San Vicente de Tagua Tagua, Chile, 5 de marzo de 1938) fue un futbolista chileno. Jugó de centro delantero o interior izquierdo. 

## Trayectoria
En su ciudad natal de San Vicente de Tagua Tagua comenzó su carrera de futbolista en el Club Unión Obreros. Siendo juvenil integró la selección local y posteriormente entre los años 1958 y 1960 formó en el plantel de San Fernando, que competía en la Primera División B.
Los años 1961 y 1962, jugó en Huachipato, equipo que competía en el torneo Regional Zonal Sur.
En 1963 fue contratado por Colo-Colo. Sólo tuvo la oportunidad de jugar tres partidos y convirtió dos goles.
En 1964 fue transferido, en calidad de préstamo, a Green Cross, equipo en el destacó como goleador, registrando al término del torneo 12 goles convertidos.
Al siguiente año, 1965, sería transferido a Universidad Técnica del Estado, equipo en el que jugará hasta 1968, para retirarse en 1969. 

## Selección nacional
El año 1964, en el inicio del proceso de preparación para enfrentar el proceso eliminatorio para clasificar al mundial de Inglaterra 1966, Francisco Hormazábal el entrenador encargado de la Selección chilena, llama a los primeros 30 jugadores entre ellos se encuentra Juan Liberona.

## Clubes
| Club                           | País  | Año         |
| ------------------------------ | ----- | ----------- |
| Colo-Colo                      | Chile | 1963        |
| Green Cross                    | Chile | 1964        |
| Universidad Técnica del Estado | Chile | 1965 – 1968 |

## Palmarés

### Campeonatos nacionales
| Título           | Club      | País  | Año  |
| ---------------- | --------- | ----- | ---- |
| Primera División | Colo-Colo | Chile | 1963 |